# Ines Scaramucci
Ines Scaramucci (11 de diciembre de 1908, San Giovanni in Marignano -  16 de abril de 1990, Milán) fue una docente universitaria de literatura italiana moderna y contemporánea de la Facultad de letras y Filosofía de la Universidad Católica de Milán.

## Biografía
Desde 1966 al 1990 dirigió el mensual de crítica literaria italiano Il Ragguaglio Librario, que fue editado hasta finales de 1996. En calidad de  estudiosa del mundo literario italiano supo encontrar jóvenes talentos, buscando sobre todo en 1968 en las nuevas generaciones de narradores y poetas. Dirigió la colección de libros "Plata y oro" que publicó la editorial IPL (instituto de propaganda libros). En Italia fueron difundidas las obras de Clemente Rebora, Ennio Flaiano la entonces desconocida escritora argentina María Esther de Miguel.